# Meiendorfer Weg (metrostation)
Meiendorfer Weg is een metrostation in het stadsdeel Volksdorf van de Duitse stad Hamburg. Het station werd geopend op 1 april 1925 en wordt bediend door lijn U1 van de metro van Hamburg.